# Nukleosidtrifosfat

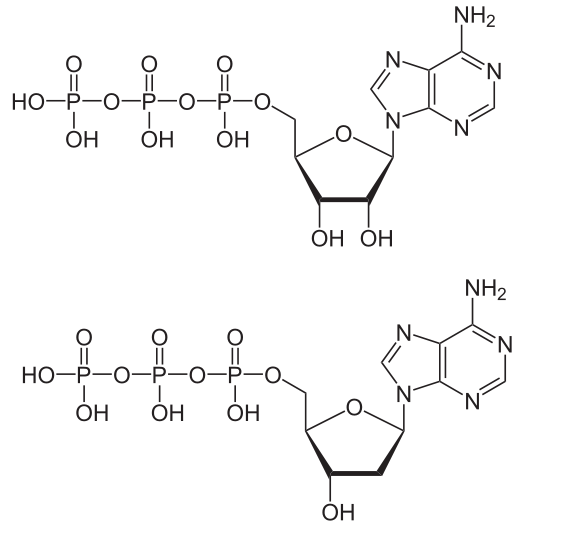
ATP och dATP är mycket lika, den enda skillnaden är att dATP saknar en OH-grupp på 3' kolet. Överst i bilden syns ATP och underst syns dATP.

En nukleosidtrifosfat (NTP) är en molekyl som innehåller en nukleosid bunden till tre fosfater. Nukleinsyror, som till exempel DNA och RNA, byggs upp av nukleotider vilket gör nukleotiderna till en nödvändighet för liv. Utöver detta har nukleotiderna många andra funktioner då de är involverade i cellmetabolism och reglering. Nukleosidtrifosfaterna används ofta som energibärare och bidrar med fosfater vid fosforylering.
De naturligt förekommande nukleosidtrifosfaterna inkluderar adenosintrifosfat (ATP), guanosintrifosfat (GTP), cytidintrifosfat (CTP), 5-metyluridintrifosfat (m5UTP) och uridintrifosfat (UTP). ATP är cellens viktigaste källa av energi och GTP används vid transkription och agerar ofta kofaktor till proteiner och enzymer.
Med ATP, GTP, CTP och UTP menas de nukleosidtrifosfater som innehåller ribos. De nukleosidtrifosfater som innehåller deoxiribos kallas deoxinukleosidtrifosfater, vanligen förkortat dNTP. Vid förkortningar av deoxinukleosidtrifosfater läggs ett litet d till framför namnet på nukleosidtrifosfaterna innehållande ribos: dATP, dGTP, dCTP och dTTP. Dessa deoxinukleosidtrifosfater är byggstenarna för DNA (A är bundet till T i DNA och inte till U vilket finns i RNA) och två av de tre fosfatgrupperna förloras vid uppbyggnaden av DNA:t.
Utöver (d)ATP, (d)GTP, (d)CTP, (d)TTP och (d)UTP finns det mer sällan förekommande nukleosidtrifosfater, vanligtvis som intermediärer i nukleotidmetabolismen, men också i form av "ovanliga" former av naturliga NTP. Ett exempel på detta är tautomeriska former av nukleosidtrifosfaterna. Dessa kan orsaka skador i DNA-replikationen i form av att rätt kvävebaser inte kopplas till varandra. Vanligtvis är adenin (A) bundet till tymin (T) och cytosin (C) bundet till guanin (G). Vissa tautomeriska varianter av cytosin (C) kan istället binda till adenin (A) varefter det tautomeriska cytosinet återgår till sin vanliga form vilket leder till en så kallad "mismatch". Ett enzym involverat i DNA-replikation, polymeras III, ser till att dessa felkopplingar tas bort vid replikationen.
Nukleotider är generellt sett nukleosider (ett ribos-/deoxiribossocker kovalent bundet till en kvävebas) innehållande 5' fosfater. Nukleotider klassificeras som nukleosider med ett suffix som beskriver antalet närvarande fosfater. Till exempel kallas nukleotider bundet till en fosfat för nukleosidmonofosfater (NMP). Nukleotider med två fosfater kallas nukleosiddifosfater (NDP) och slutligen de med tre fosfater kallas nukleosidtrifosfater. Nukleotiderna som innehåller ribos är de monomerer som bygger upp RNA och de som innehåller deoxiribos bygger upp DNA.
NTP, NDP och NMP finns överallt cellens cytoplasma, kärna och 
organeller. Deras nivåer är metaboliskt noga kontrollerade då ändringar i kvoten av tillgängliga nukleotider kan leda till mutationer då "fel" nukleotid används. Förbrukat ATP återfås via oxidativ fosforylering medan fosforyleringen av andra nukleotider regleras av NDP-kinaser och NMP-kinaser vilka använder sig av ATP.